# 米西帕尼亞溫山
11°21′28″S 76°19′16″W / 11.35778°S 76.32111°W
米西帕尼亞溫山（Mishipañahuin），是秘魯的山峰，位於該國中部胡寧大區，由堯利省的馬爾卡波馬科查區負責管轄，屬於安地斯山脈的一部分，海拔高度5,208米。